# Geostiba crepusculigena
Geostiba crepusculigena är en skalbaggsart som beskrevs av Vladimir I. Gusarov 2002. Geostiba crepusculigena ingår i släktet Geostiba och familjen kortvingar. Inga underarter finns listade i Catalogue of Life.